# Kalamari
I Kalamari sono un gruppo musicale folk sloveno attivo dal 1993 e originario della regione del Litorale.
Hanno rappresentato la Slovenia all'Eurovision Song Contest 2010 con il brano Narodnozabavni rock, in collaborazione con l'Ansambel Roka Žlindre.

## Carriera
I Kalamari hanno partecipato in varie occasioni al festival di musica popolare Slovenska popevka, ottenendo come miglior risultato un 2º posto nel 1999, e al festival Melodije morja in sonca. Nel 2004 hanno partecipato ad EMA, il processo di selezione del rappresentante sloveno per l'Eurovision, cantando Boš prišla e classificandosi al 5º posto su 8 nella seconda semifinale, non riuscendo ad accedere alla finale.
Il 20 e 21 febbraio 2010 hanno partecipato nuovamente ad EMA, questa volta vincendo il televoto ottenendo il quintuplo dei voti della seconda classificata, Nina Pušlar. Hanno ripresentato la loro canzone Narodnozabavni rock, in collaborazione con l'Ansambel Roka Žlindre, alla seconda semifinale dell'Eurovision Song Contest 2010, che si è tenuta a Oslo il successivo 27 maggio. Sono arrivati al 17º posto su 18 partecipanti con 6 punti ottenuti, non riuscendo a qualificarsi per la finale.

## Formazione
- Darjan Gržina – voce, chitarra
- Matjaž Švagelj – voce, chitarra
- Danijel Možina – voce, tastiera, armonica a bocca
- David Mavec – voce, basso
- Bogdan Turnšek – voce, batteria

### Membri precedenti
- Jože Jež – voce, chitarra
- Martin Jelen – basso
- Franci Čelhar – voce, tastiera

## Discografia

### Album in studio
- 1996 – Dobra vila
- 1998 – S tabo držim
- 1999 – V vetru rdečih zastav
- 2001 – Popoldne
- 2006 – Lahko letiš
- 2009 – Nariši veliko srce

### Raccolte
- 2003 – Kalamari, deset let

### Singoli
- 2010 – Narodnozabavni rock (con l'Ansambel Roka Žlindre)